# Bermudas nos Jogos Olímpicos de Verão de 1960
Bermudas participou dos Jogos Olímpicos de Verão de 1960 em Roma, Itália. Competiu na Vela, sem obter medalhas.
Open
| Atleta                                            | Evento          | Corrida | Corrida | Corrida | Corrida | Corrida | Corrida | Corrida | Net points | Classificação final |
| Atleta                                            | Evento          | 1       | 2       | 3       | 4       | 5       | 6       | 7       | Net points | Classificação final |
| ------------------------------------------------- | --------------- | ------- | ------- | ------- | ------- | ------- | ------- | ------- | ---------- | ------------------- |
| Brownlow Gray                                     | Finn            | 29      | DNF     | 29      | 21      | 32      | 27      | 18      | 1433       | 32                  |
| John Trimingham de Forest Richard H. Divall       | Flying Dutchman | 23      | 7       | 24      | 18      | 16      | 19      | 4       | 3007       | 16                  |
| Howard B. Eve James W. Kempe Richard H. Masters   | Dragon          | 25      | 5       | 7       | 14      | 16      | 16      | 14      | 2948       | 15                  |
| Albert F. Darrell Walter J. Jones Norman C. Jones | 5.5 Metre       | 17      | 7       | DNF     | 18      | 7       | 4       | 16      | 2297       | 12                  |